# Liste des titres musicaux numéro un aux États-Unis en 2023
Cette page présente les titres musicaux numéro 1 chaque semaine en 2023 au Billboard Hot 100, le classement officiel des ventes de singles et de titres aux États-Unis établi par le magazine Billboard.
Les dix premiers du classement annuel sont également listés.

## Classement hebdomadaire
| Date         | Artiste(s)                                | Titre                              | Référence |
| ------------ | ----------------------------------------- | ---------------------------------- | --------- |
| 7 janvier    | Mariah Carey                              | All I Want for Christmas Is You    |           |
| 14 janvier   | Taylor Swift                              | Anti-Hero                          |           |
| 21 janvier   | Taylor Swift                              | Anti-Hero                          |           |
| 28 janvier   | Miley Cyrus                               | Flowers                            |           |
| 4 février    | Miley Cyrus                               | Flowers                            |           |
| 11 février   | Miley Cyrus                               | Flowers                            |           |
| 18 février   | Miley Cyrus                               | Flowers                            |           |
| 25 février   | Miley Cyrus                               | Flowers                            |           |
| 4 mars       | Miley Cyrus                               | Flowers                            |           |
| 11 mars      | The Weeknd et Ariana Grande               | Die for You                        |           |
| 18 mars      | Morgan Wallen                             | Last Night                         |           |
| 25 mars      | Miley Cyrus                               | Flowers                            |           |
| 1er avril    | Miley Cyrus                               | Flowers                            |           |
| 8 avril      | Jimin                                     | Like Crazy                         |           |
| 15 avril     | Morgan Wallen                             | Last Night                         |           |
| 22 avril     | Morgan Wallen                             | Last Night                         |           |
| 29 avril     | SZA                                       | Kill Bill                          |           |
| 6 mai        | Morgan Wallen                             | Last Night                         |           |
| 13 mai       | Morgan Wallen                             | Last Night                         |           |
| 20 mai       | Morgan Wallen                             | Last Night                         |           |
| 27 mai       | Morgan Wallen                             | Last Night                         |           |
| 3 juin       | Morgan Wallen                             | Last Night                         |           |
| 10 juin      | Morgan Wallen                             | Last Night                         |           |
| 17 juin      | Morgan Wallen                             | Last Night                         |           |
| 24 juin      | Morgan Wallen                             | Last Night                         |           |
| 1er juillet  | Morgan Wallen                             | Last Night                         |           |
| 8 juillet    | Morgan Wallen                             | Last Night                         |           |
| 15 juillet   | Olivia Rodrigo                            | Vampire                            |           |
| 22 juillet   | Morgan Wallen                             | Last Night                         |           |
| 29 juillet   | Jungkook featuring Latto                  | Seven                              |           |
| 5 août       | Jason Aldean                              | Try That in a Small Town           |           |
| 12 août      | Morgan Wallen                             | Last Night                         |           |
| 19 août      | Morgan Wallen                             | Last Night                         |           |
| 26 août      | Oliver Anthony Music (en)                 | Rich Men North of Richmond         |           |
| 2 septembre  | Oliver Anthony Music (en)                 | Rich Men North of Richmond         |           |
| 9 septembre  | Zach Bryan (en) featuring Kacey Musgraves | I Remember Everything              |           |
| 16 septembre | Doja Cat                                  | Paint the Town Red (en)            |           |
| 23 septembre | Olivia Rodrigo                            | Vampire                            |           |
| 30 septembre | Drake featuring SZA                       | Slime You Out                      |           |
| 7 octobre    | Doja Cat                                  | Paint the Town Red                 |           |
| 14 octobre   | Doja Cat                                  | Paint the Town Red                 |           |
| 21 octobre   | Drake featuring J. Cole                   | First Person Shooter               |           |
| 28 octobre   | Taylor Swift                              | Cruel Summer                       |           |
| 4 novembre   | Taylor Swift                              | Cruel Summer                       |           |
| 11 novembre  | Taylor Swift                              | Is It Over Now? (Taylor's Version) |           |
| 18 novembre  | Taylor Swift                              | Cruel Summer                       |           |
| 25 novembre  | Taylor Swift                              | Cruel Summer                       |           |
| 2 décembre   | Jack Harlow                               | Lovin On Me                        |           |
| 9 décembre   | Brenda Lee                                | Rockin' Around the Christmas Tree  |           |
| 16 décembre  | Brenda Lee                                | Rockin' Around the Christmas Tree  |           |
| 23 décembre  | Mariah Carey                              | All I Want for Christmas Is You    |           |
| 30 décembre  | Mariah Carey                              | All I Want for Christmas Is You    |           |

## Classement annuel
Le top 10 de l'année aux États-Unis selon Billboard :
1. Morgan Wallen - Last Night
2. Miley Cyrus - Flowers
3. SZA - Kill Bill
4. Taylor Swift - Anti-Hero
5. Metro Boomin, The Weeknd et 21 Savage - Creepin'
6. Rema et Selena Gomez - Calm Down
7. The Weeknd et Ariana Grande - Die for You
8. Luke Combs - Fast Car
9. SZA - Snooze
10. David Guetta et Bebe Rexha - I'm Good (Blue)